# 헬베티코사우루스

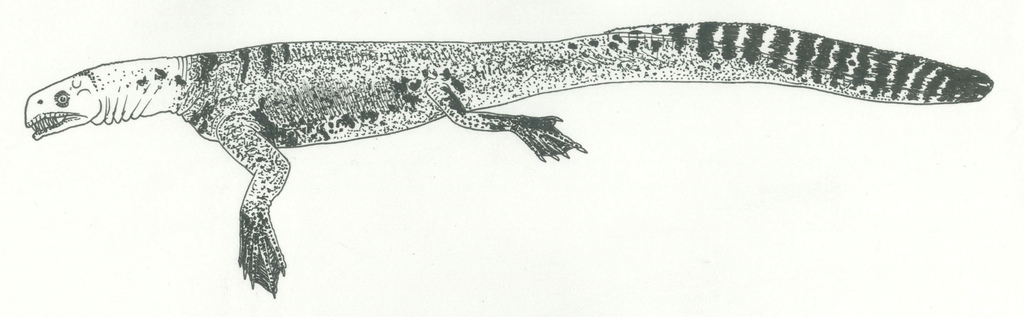

헬베티코사우루스(학명:Helveticosaurus zollingeri)는 도마뱀아목에 헬베티코사우루스과에 속하는 도마뱀이다. 지금은 멸종된 종으로 몸길이가 2~3m인 거대한 도마뱀 중에 하나이다.

## 특징
헬베티코사우루스는 앞의 상악골, 턱, 전두엽, 후두엽, 측두린, 치골과 머리 골격을 포함한 거의 완성된 홀로타입에서 매우 알려져 있다. 몇몇에 몸의 중요한 요소 또한 치아 주둥이의 일부분이고 단백질의 요소를 포함하여 알려져 있다. 헬베티코사우루스에 대해 2미터 코에서 꼬리까지(6.6ft) 크기가 잘 알려져 있다. 그것은 많은 기능 보유하고 있다고 천해 환경에서 유럽의 테티스 해의 대륙인 줄은 부분은 시간에 존재했던 해양 생활 방식에 적응할 수 있는 길고 유연한 꼬리가 탈라토사우루스와 같은 다른 멸종된 해양 파충류에서 볼 수 있는 것이다. 그것은 아마도 물을 통해 측면는 방법으로 자체조차 비슷하다. 그러나 헬베티코사우루스는 제2의 수생 테트라포드에서 보듯이 보조적인 이동수단으로 추진력 같은 노들에 잘 적응된 튼튼한 가슴 거들보와 전림대를 가지고 있었다. 이러한 독특한 굴절과 노를 젓는 것은 수생 파충류에게는 매우 드문 일이다. 현생의 개복치들은 헬베티코사우루스의 약탈적인 생활방식을 암시한다. 해골의 길이가 길어지고 좁아지는 모습을 보이는 대부분의 다른 해양 파충류들과는 달리 헬베티코사우루스의 머리는 더 튼튼하고 상자 같았다. 두개골의 짧음이 어떤 목적으로 먹였을지는 알 수 없다. 양턱에는 삼각형에 톱니 모양을 가진 이빨들이 총 10~20개로 줄지어 나 있다. 분류학적으로 보면 헬베티코사우루스는  2궁류의 해양 파충류 남부 스위스의 중생대 트라이아스기(Anisian-Ladinian 경계)에서 알려진 멸종된 파충류의 한 속이다. 그것은 단일된 아종인 Helveticosaurus zollingeri으로 거의 완벽한 정기준 T4352에서 알려진 카바에서 폰타네 성조르조산 지역을 잘 사는 해양 생물이 트라이아스기 동안 풍부한 기록들로 유명에서 수집을 포함하고 있다. 먹이로는 당대에 서식했던 작은 물고기, 갑각류, 무척추동물을 잡아먹고 살았을 육식성의 도마뱀으로 추정이 되는 종이다.

## 가까운 친척들
헬베티코사우루스는 1955년에 그것의 이름과 설명에 따라 헬베티코사우루스는 현존하는 해양 이구아나와도 유사한 생활방식이 있는 강건하고 통통한 해양 파충류들의 집단인 플라코돈티아 주문의 일원으로 포함되어 분류되었다. 그것은 헬베티코사우루스과(Helviticosauroidea superfamilies)의 새로운 가문인 헬베티코사우루스과([1]Helviticosauroidea superfamilies)에 배속되는 등으로 쇄골의 기초 구성원으로 보였다. 플라코돈트(placodont)와 매우 유사한 등뼈 척추뼈에도 불구하고, 이 속은 용각류의 특징인 자가포모르피스가 많이 부족하여 다른 조상으로부터 진화하여 독립적으로 해양 생활방식을 적응시켰다. 다른 다이피드와의 친화력은 불분명하고 다른 알려진 해양 파충류와는 큰 차이가 있으며 명백한 가까운 친척이 없기 때문이다. 그것은 아크로모프들과 일부 특성을 공유하며 그 그룹과 관련이 있을 수 있다. 2013년에 발견된 한 화석 파충류 관계의 분석 결과에 따르면 에우사로스파르기스, 사우로스파르기스와 함께 헬베티코사우루사우루사우루스(Helveticosauriosphargis)가 대왕성 파충류 내에 있는 해양 파충류들의 큰 덩어리 안에 있는 어류 세포나 사우로테리지아인과 가장 밀접하게 연관되어 있는 것으로 나타났다. 가장 최근의 계통학적 분석은 헬베티코사우루사우루스와 에우사우로스파르기스 사이의 자매적 관계를 회복하며 한 분석은 대신 연속적인 위치에서 그들을 회복시킨다.[4] 다음의 클래도그램은 에우사우로스파르기스, 헬베티코사우루스 및 알려진 모든 사우로스의 종을 포함하는 Li et al.(2014)의 계통생성학적 분석 후에 단순화된다. 이는 Ichtheopterygia 제거/포함된 것이 위상에 가장 큰 영향을 미치는 것으로 확인됨 - Eusaurospargis+의 위치를 전환함헬베티코사우루스와 탈라토사우루스목(Talattosauriformes)이 우거져 있고 어소롭테리지아 내에서 여러 세자의 위치를 변경하고 있는데, 이는 보이지 않는다.

### 근연종들의 모음
여기에는 헬베티코사우루스와 가까운 친척이 되는 종들을 모두 나열한다.
- 플라코돈티아

- 이소우롭테리시아

- 라르고세팔로사우루스 폴리카폰

- 라르고세팔로사우루스 키아노넨시스

- 사우로스파르기스 볼지

- 시노사우로스파르기스 융위엔시스

## 생존시기와 서식지와 화석의 발견
헬베티코사우루스가 생존하던 시기는 중생대의 트라이아스기 초기로서 지금으로부터 2억 4500만년전~2억 2000만년전에 생존했던 종이다. 생존했던 시기에는 유럽을 중심으로 하는 대서양, 지중해, 북극해에서 주로 서식했던 종이다. 화석의 발견은 1955년에 유럽의 트라이아스기에 형성된 지층에서 고생물학자들이 처음으로 화석을 발견하여 새롭게 명명된 종이다.